# Like This (canção de Kelly Rowland)
"Like This" é uma canção de R&B escrita pela cantora norte-americana Kelly Rowland, Sean Garrett, Eve Jeffers, Jamal Jones, Elvis Williams, e Jason Perry para o segundo álbum solo de Rowland, Ms. Kelly (2007). Ela foi produzida por Polow Da Don e possui participação da rapper Eve. A canção foi lançada como sendo o primeiro single do álbum em 13 de Março de 2007 nos EUA e já alcançou o top 10 nas paradas do Canadá, Croácia, Irlanda, Eslovênia e do Reino Unido; o 20 na Austrália, Brasil, Lituânia e Nova Zelândia; e o top 30 na parada dos EUA, Billboard Hot 100.

## Desempenho nas paradas
| Top (2007)                                   | Melhor posição |
| -------------------------------------------- | -------------- |
| Austrália – Parada de Singles ARIA           | 13             |
| Áustria                                      | 75             |
| Brasil – Hot 100 singles [carece de fontes?] | 14             |
| Bulgária - Parada de Singles                 | 30             |
| Canadá – Hot 100 Singles                     | 2              |
| Croácia                                      | 5              |
| Holanda [carece de fontes?]                  | 85             |
| Europa - Top 200                             | 16             |
| Alemanha                                     | 6              |
| Irlanda                                      | 5              |
| Lituânia - Parada de Singles                 | 12             |
| Nova Zelândia - Parada de Singles RIANZ      | 11             |
| Eslovênia - Parada de Singles                | 9              |
| Suíça                                        | 77             |
| Reino Unido - UK Singles Chart               | 4              |
| EUA – Billboard Hot 100                      | 30             |
| EUA - Billboard Pop 100                      | 44             |
| United World Chart                           | 31             |